# Владимир Големић
Владимир Големић (Крушевац, 28. јун 1991) је српски фудбалер који тренутно игра за италијански Кротоне.

## Успеси
Младост Лучани
- Прва лига Србије : 2013/14.